# 深海透孔螺
深海透孔螺（学名：Punctrella dorcas），是原始腹足目裂螺科Punctrella属的一种。主要分布于中国大陆、台湾，常栖息在潮下带水深500米。